# Pitons
I Pitons, detti anche i Deux Pitons, sono due formazioni vulcaniche che costituiscono un patrimonio dell'umanità nello stato di Saint Lucia. Il Gros Piton è alto 770 metri, mentre il Petit Piton è di 743 metri. I due Piton sono collegati da una frattura nel terreno chiamata Piton Mitan da cui fuoriesce lava.
Si trovano nei pressi delle città di Soufrière e Choiseul sulla costa sud-occidentale dell'isola. Simbolo nazionale di Saint Lucia, i Deux Pitons sono raffigurati sulla bandiera del piccolo stato insulare caraibico.
Una nota marca di birra prodotta a Saint Lucia ha preso il nome dalle due montagne.

## Galleria d'immagini

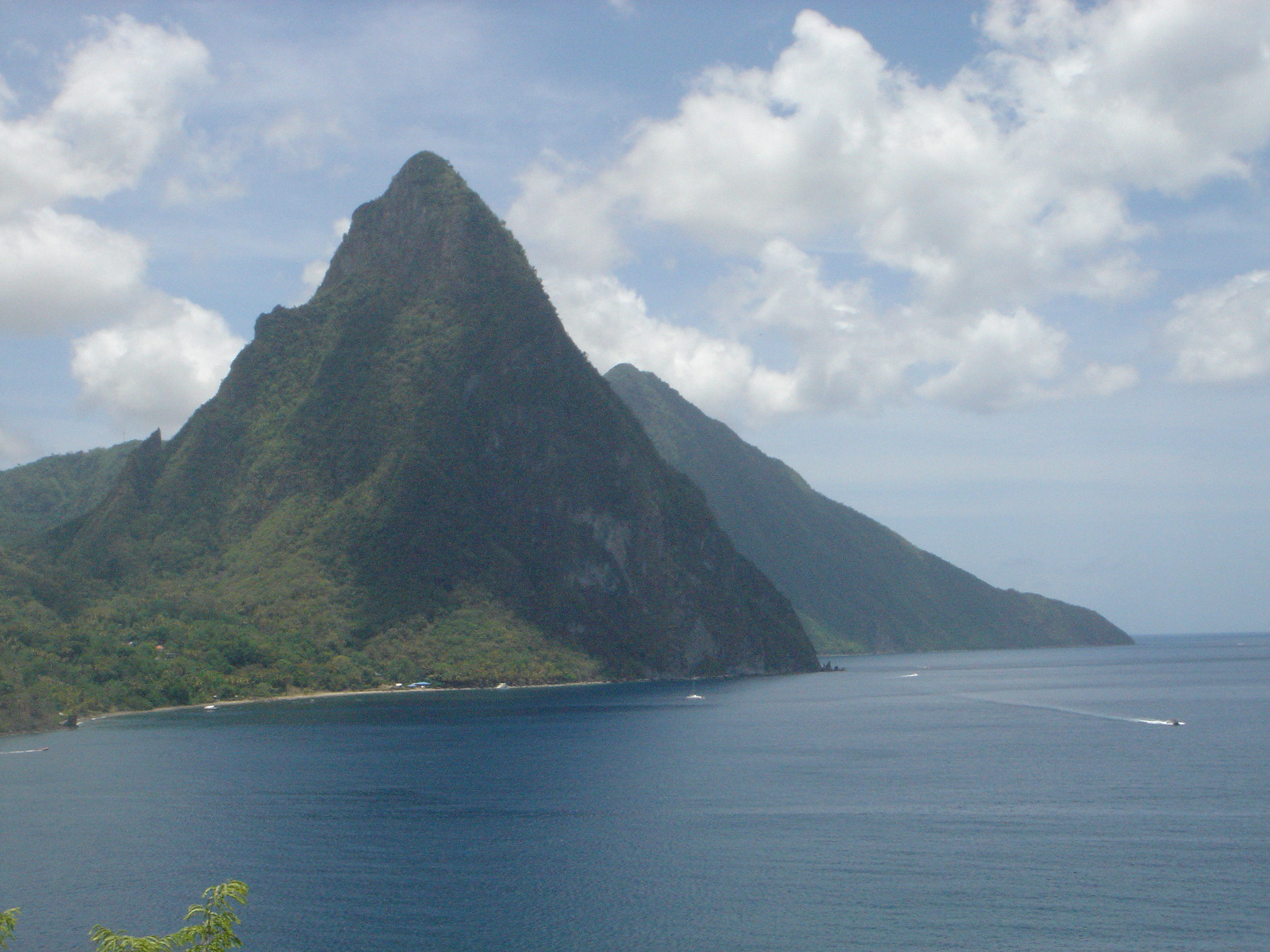
I Pitons visti da nord
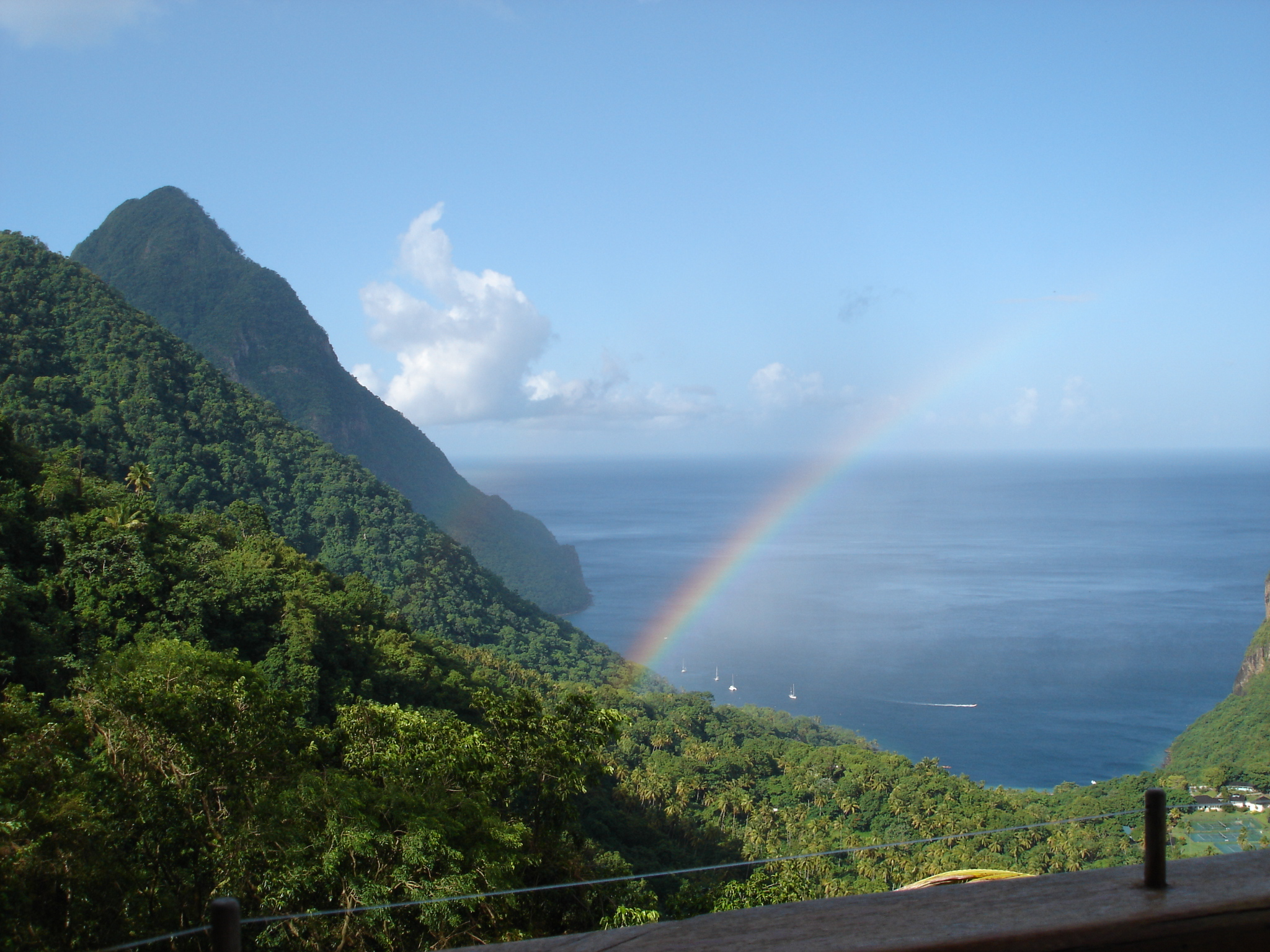
Il Gros Piton visto dal Ladera Hotel
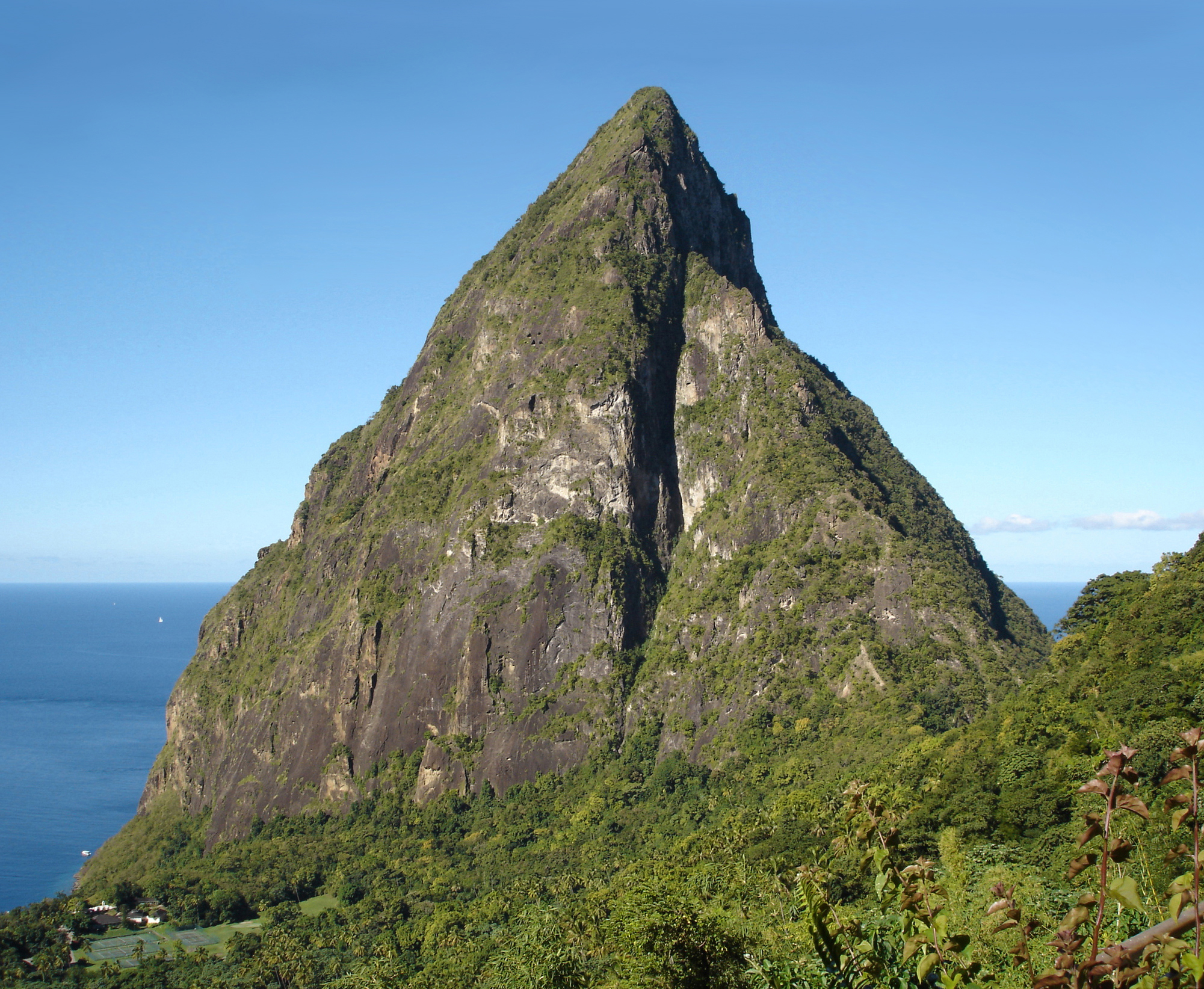
Il Petit Piton visto dal Ladera Hotel